# Latebra
Latebra (lateinisch für Verborgensein, Versteck, Schlupfwinkel)  ist „ein unter der Keimscheibe des Hühnereies gelegener zapfenartiger, ins Innere des Dotters ragender Fortsatz des weißen Dotters.“

## Aussehen und Funktion
Die Bezeichnung wird  in der Fachsprache der Biologie verwendet, um damit ein Teil eines (Vogel-)Eis zu beschreiben. Es handelt sich dabei um einen Teil des sogenannten weißen Dotters, der in der Mitte des Ei-Dotters eine kleine Kugel bildet, die auch als Dotterkern bezeichnet wird. Sie ist von konzentrischen Schichten aus gelbem und weißem Dotter umgeben. Die Latebra stellt die Verbindungsstelle zwischen Dotter und Eiweiß her.  